# Thorictus stricticollis
Thorictus stricticollis là một loài bọ cánh cứng trong họ Dermestidae. Loài này được Kraatz miêu tả khoa học năm 1859.